# 7月15日
7月15日是阳历年的第196天（闰年是197天），离一年的结束还有169天。

## 大事记

### 19世紀以前
- 649年：唐高宗李治登基称帝。
- 756年：馬蒐驛之變：唐朝譁变士兵殺楊國忠，逼迫唐玄宗赐楊貴妃自縊。
- 1099年：布永的戈弗雷率領第一次十字軍在耶路撒冷圍城戰擊敗法蒂瑪王朝，成功佔領耶路撒冷。
- 1410年：波蘭王國王冠領地與立陶宛大公國聯軍在格倫瓦德之戰擊敗條頓騎士團國軍隊。
- 1799年：法國軍隊在埃及港口城市羅塞塔發現羅塞塔石碑，成為後來破譯古埃及聖書體的關鍵。

### 19世紀
- 1822年：土耳其开始入侵希腊。
- 1870年：在哈德遜灣公司將魯珀特地與西北領地出售給加拿大政府後，分別成立曼尼托巴和西北地區。
- 1876年：第一国际解散。

### 20世紀
- 1910年：在愛羅斯·阿茲海默確認相關病例後，埃米爾·克雷佩林在其著作《臨床心理學》中將之稱作阿茲海默症。
- 1918年：德意志帝国陆军与法国陆军为首的协约国联军在第二次马恩河战役中交战。
- 1922年：日本共产党正式成立。
- 1927年：汪精卫召集“分共会议”，会上宣布正式同中国共产党决裂，是为七一五事变。
- 1927年：奥地利全国范围内发生暴亂（英语：July Revolt of 1927）。
- 1946年：中国诗人、学者闻一多在李公朴的追悼会上发表演说，随即在昆明街头被暗杀。
- 1949年：《工人日报》创刊。
- 1957年：中国天主教代表会议在北京举行。会上成立了“中国天主教友爱国会”。
- 1957年：马寅初发表《新人口论》。
- 1963年：美国、英国、苏联关于缔结《部分禁止核試驗條約》的谈判开始。
- 1971年：豪華客輪“伊利沙伯皇后號”抵達香港，準備在港改裝成海上學府。
- 1976年：香港警方政治部人員在紅磡佛光街一住所破獲軍火庫。
- 1979年：北京人民大会堂正式对外开放。
- 1983年：日本任天堂公司推出FC游戏机，同時發售遊戲：《大金剛》、《小金剛》、《大力水手》。
- 1987年：中華民國總統蔣經國正式宣布解除在台灣與澎湖群島實行長達38年的《台灣省戒嚴令》[1]。
- 1988年：臺灣臺鐵淡水線最後一天營運，隔日配合「淡水線最後一班列車」活動再加開一班列車後正式停駛，原路線供臺北捷運淡水線使用。臺灣石油工會發動「715大遊行」。
- 1989年：因不满格鲁吉亚政府在首都苏呼米设立第比利斯国立大学的新校区，阿布哈兹人在学校发动骚乱。事件最终蔓延至阿布哈兹各地，造成18人死亡、448人受伤。
- 1996年：英國法院判王儲查理斯與儲妃戴安娜離婚，結束其十五年夫妻關係。

### 21世紀
- 2003年：美國時代華納在解散網景後，為確保Mozilla Application Suite的開源軟體計畫持續進行而成立非營利的Mozilla基金會。
- 2006年：吳乃德、紀萬生、張富忠、范雲、吳介民、黃長玲、吳叡人、李丁讚、林國明、徐斯儉、陳明祺、郭宏治、陶儀芬、黃洛斐與簡錫堦共同發起親綠學者715聲明〈民主政治和台灣認同的道德危機：我們對總統、執政黨和台灣公民的呼籲〉，呼籲中華民國總統陳水扁辭職下台。
- 2007年：巴西國家足球隊以3:0戰勝阿根廷國家足球隊獲得2007年美洲國家盃冠軍。
- 2007年：塔科馬海峽吊橋東面旁加建一條新橋，是塔科馬海峽第三條興建的懸索橋，工程於2002年10月4日開始動工，並於2007年7月15日通車。
- 2009年：裡海航空7908號班機在伊朗西北部墜毀，機上168人全數罹難。
- 2010年：阿根廷成為世界上第十個將同性婚姻合法化的國家。
- 2011年：電影《哈利波特－死神的聖物2》上映，魔法史詩正式完結。
- 2012年：韓國嘻哈唱作歌手PSY推出單曲《江南style》，掀起全球跳騎馬舞熱潮。
- 2016年：Netflix原創影集《怪奇物語》首映。
- 2016年：土耳其军方为中断伊斯兰化进程策动政变推翻总统雷杰普·塔伊普·埃尔多安未遂，造成至少265人死亡，数千名群众受伤。

## 出生
- 980年：一條天皇，日本第66代天皇（1011年逝世）
- 1606年：伦勃朗，荷兰画家（1669年逝世）
- 1848年：維爾弗雷多·帕雷托，義大利經濟學家、社會學家（1923年逝世）
- 1849年：威廉·托馬斯·斯特德，英國報紙編輯（1912年逝世）
- 1858年：艾米琳·潘克斯特，英國活躍政治家（1928年逝世）
- 1861年：廣津柳浪，日本小說家（1928年逝世）
- 1864年：富蘭克林·奈特·萊恩，美國政治人物，曾任美國內政部長（1921年逝世）
- 1871年：何塞·恩里克·罗多，烏拉圭政治人物、作家、文化評論者（1917年逝世）
- 1875年：阿道爾弗·迪亞斯，尼加拉瓜政治人物，前任尼加拉瓜總統（1964年逝世）
- 1879年：阿尔西德斯·阿格达斯，玻利维亚政治人物、作家、历史学家（1946年逝世）
- 1884年：披耶·瑪奴巴功，泰國政治人物，首任泰國總理（1948年逝世）
- 1895年：艾琳娜·亞歷山德羅芙娜，俄罗斯帝國公主（1970年逝世）
- 1909年：亨德里克·卡西米爾，荷蘭物理學家（2000年逝世）
- 1915年：艾伯特·吉奧索，美國核化學家（2010年逝世）
- 1917年：努爾·穆罕默德·塔拉基，阿富汗政治人物，首任阿富汗民主共和國部長會議主席（1979年逝世）
- 1922年：利昂·萊德曼，美國物理學家，1988年諾貝爾物理學獎得主（2018年逝世）
- 1924年：戴維·科克斯，英國統計學家（2022年逝世）
- 1926年：加尔铁里，阿根廷政治人物、獨裁者（2003年逝世）
- 1928年：康士，香港最高法院上訴庭副庭長
- 1929年：麥英豪，中國考古學家（2016年逝世）
- 1930年：雅克·德里达，法國哲学家（2004年逝世）
- 1930年：史提芬·斯梅爾，美國数学家
- 1931年：克萊夫·卡斯勒，美國冒險小說作家（2020年逝世）
- 1933年：約翰·霍普菲爾德，美國科學家，2024年諾貝爾物理學獎得主
- 1938年：馬遠良，中國水聲工程專家（2025年逝世）
- 1943年：喬瑟琳·貝爾·伯奈爾，英國天體物理學家
- 1949年：穆罕默德·本·拉希德·阿勒馬克圖姆，杜拜謝赫，現任阿拉伯聯合大公國副總統兼總理
- 1950年：阿里安娜·哈芬登，希臘裔美國作家
- 1952年：伊蓮娜·羅絲-雷提南，美國政治人物，曾任佛羅里達州聯邦眾議員
- 1953年：讓-貝特朗·阿里斯蒂德，海地政治人物，曾四度任海地總統
- 1954年：馬里奥·肯佩斯，阿根廷足球運動員
- 1959年：黃麗芳，香港女配音員
- 1962年：肥後克廣，日本搞笑藝人
- 1966年：伊蓮·雅各，瑞士女演員
- 1967年：謝天華，香港演員
- 1968年：陳明，中國歌手
- 1968年：朱哲琴，中國歌手
- 1968年：薛恩·李維，加拿大導演、製片人
- 1972年：梁志達，香港配音員
- 1974年：王耀慶，台灣演員
- 1975年：黃𨥈瑩，香港演員
- 1975年：安東·克拉索夫斯基，俄羅斯節目主持人、記者、活動家
- 1976年：黛安·克魯格，德國女演員
- 1977年：水明琪，香港女藝人、主持人
- 1977年：拉娜·帕瑞拉，美國女演員
- 1980年：許安安，台灣演員
- 1980年：高雷雷，中國足球運動員
- 1980年：周江杰，台灣政治人物，現任民主進步黨發言人
- 1981年：錢帥君，台灣模特兒
- 1981年：高嘉旎，美國時裝設計師
- 1982年：陳德修，台灣樂隊東城衞團長
- 1982年：吳昇桓，韓國職業棒球運動員
- 1983年：唐澤美帆，日本女歌手、作詞家
- 1984年：叫兽易小星，中國网絡視頻制作者、影視導演
- 1984年：磊哥，中國網紅
- 1985年：盧廣仲，台灣歌手
- 1986年：陳健安，香港男聲樂團C AllStar成員
- 1986年：孫沁岳，台灣演員
- 1986年：热依扎，中國演員
- 1986年：葉海亞·阿巴杜-馬汀二世，美國男演員
- 1987年：曹星如，香港男子拳擊運動員
- 1987年：艾瑞·艾斯特，美國電影導演、編劇、製片人
- 1988年：藤井美菜，日本女演員
- 1988年：奧爾法·哈姆迪，突尼西亞政治人物、企業家
- 1990年：達米安·里拉德，美國職業籃球員
- 1991年：日岡夏美，日本女性聲優
- 1991年：柏木由紀，日本女子偶像團體AKB48成員
- 1991年：德里克·费佛斯，美國職業籃球運動員
- 1992年：車璌河，韓國男演員（2019年逝世）
- 1992年：久住小春，日本女歌手、偶像、聲優，早安少女組前成員
- 1992年：瓦伊德·范尼凱克，南非男子田徑運動員
- 1992年：托拜厄斯·哈里斯，美國職業籃球運動員
- 1993年：紀凌尘，中國模特兒
- 1993年：望月理沙，日本AV女優
- 1993年：橋本良亮，日本男藝人
- 1993年：吉田正尚，日本職業棒球運動員
- 1994年：雷婕熙，台灣藝人
- 1994年：湯夢佳，中國女演員
- 1994年：金宰鉉，韓國男子偶像樂團N.Flying成員
- 1996年：高楊，中國歌手
- 1996年：薇薇安·米德馬，荷蘭職業足球運動員
- 1997年：盧峻翔，臺灣職業籃球運動員
- 1997年：阿拉姆·馬哈莫德，荷蘭男子羽球運動員
- 1997年：森本慎太郎，日本男子偶像團體SixTONES成員
- 1997年：張開泰，中國男演員
- 1998年：程瀟，韓國女子偶像團體宇宙少女成員
- 1998年：志田音音，日本藝人、女演员
- 1999年：麥迪·薩卡尼，阿爾及利亞職業足球運動員
- 2000年：胡立歐·佩納，西班牙男演員、歌手
- 2002年：宮下玲奈，日本AV女優

## 逝世
- 756年：杨国忠：马嵬驿之变中被杀
- 756年：杨贵妃：马嵬驿之变中被迫自缢于佛堂（719年出生）
- 762年：唐肃宗，唐朝第10代皇帝（711年出生）
- 1291年：鲁道夫一世，神圣罗马帝国皇帝（1218年出生）
- 1609年：安尼巴萊·卡拉奇，義大利畫家（1560年出生）
- 1685年：詹姆斯·斯科特，英國貴族，第一代蒙茅斯公爵及第一代巴克盧公爵（1649年出生）
- 1841年（儒略曆）：莱蒙托夫，俄国诗人（1814年出生）
- 1857年：卡尔·车尔尼，奥地利钢琴家、作曲家、音乐教育家（1791年出生）
- 1883年：拇指將軍湯姆，美國馬戲團演員、侏儒症患者（1838年出生）
- 1904年：安東·契訶夫，俄羅斯作家（1860年出生）
- 1907年：秋瑾，清末女革命家、诗人（1875年出生）
- 1919年：赫尔曼·埃米尔·费歇尔，德國有機化學家，1902年諾貝爾化學獎（1852年出生）
- 1927年：康斯坦斯·馬凱維奇，愛爾蘭政治人物（1868年出生）
- 1936年：亞歷山大·卡爾平斯基，俄羅斯地質學家、礦物學家（1847年出生）
- 1946年：闻一多，中國现代诗人和学者（1899年出生）
- 1968年：蔡楚生，中國電影導演，文化大革命期間含冤去世（1909年出生）
- 1974年：克莉絲汀·查伯克，美國新聞工作者、主播（1944年出生）
- 1997年：，義大利服裝設計師，創辦人（1946年出生）
- 2007年：曾灶財，香港塗鴉者（1921年出生）
- 2010年：羅品超，著名粵劇演員，“世界上年龄最大、表演时间最长的艺术家”吉尼斯世界纪录保持者（1911年出生）
- 2012年：西莱斯特·霍姆，美國女演員（1917年出生）
- 2015年：萬里，中共八大元老之一、第七屆全國人民代表大會常務委員會委員長（1916年出生）
- 2021年：阿布薩塔爾·德爾比薩利，哈薩克斯坦最高穆夫提（1947年出生）
- 2021年：彼得·魯道夫·德弗里斯，荷蘭犯罪調查記者（1956年出生）
- 2021年：利贝罗·德·里恩佐，義大利電影演員、導演和編劇（1977年出生）
- 2021年：丹尼什·西迪基，印度攝影記者（1983年出生）
- 2022年：路易斯·加斯東，巴西皇位覬覦者之一，奧爾良-布拉干薩王朝瓦索拉斯分支皇室家族首領（1938年出生）
- 2023年：袁天佑，香港牧師（1951年出生）

## 节假日和习俗
- 世界青年技能日
- 歐洲：聖斯威翰日
- 臺灣：解嚴紀念日
- 乌克兰：建國日